# Хуан Аведаньйо
Хуан Аведаньйо (ісп. Juan Avendaño; нар. 29 січня 1961) — колишній іспанський тенісист.
Найвищу одиночну позицію світового рейтингу — 71 місце досяг 7 червня 1982, парну — 187 місце — 10 вересня 1984 року.
Найвищим досягненням на турнірах Великого шолома було 3 коло в одиночному розряді.

## Фінали за кар'єру

### Парний розряд (1 поразка)
| Результат | W/L | Дата     | Турнір               | Покриття | Партнер        | Суперники                       | Рахунок  |
| --------- | --- | -------- | -------------------- | -------- | -------------- | ------------------------------- | -------- |
| Поразка   | 0–1 | Лип 1984 | Swedish Open, Швеція | Ґрунт    | Фернандо Роезе | Ян Гуннарссон Мікаель Мортенсен | 0–6, 0–6 |